# Rolf Österreich
Rolf Österreich, född 28 november 1952 i Rostock, är en tysk före detta konståkare.
Österreich blev olympisk silvermedaljör i konståkning vid vinterspelen 1976 i Innsbruck.